# Zeynep Çizmeli Öğün
Zeynep Çizmeli Öğün (* 20. Juli 1969) ist eine türkische Klassische Archäologin und Numismatikerin.

## Leben
Zeynep Çizmeli studierte ab 1987 Klassische Archäologie an der Universität Ankara und schloss 1991 mit dem Bachelor ab. Ab 1992 setzte sie ihr Studium an der Universität Lille III fort, wo sie 1993 den Magister erwarb und 1999 mit einer Arbeit zur Münzprägung der pontischen Stadt Neokaisareia promoviert wurde. 2001 wurde sie Assistentin an der Universität Ankara, 2009 Dozentin und 2013 Professorin.
Ihr Forschungsgebiet sind die Fundmünzen aus Ausgrabungen in Kleinasien. So bearbeitete sie etwa Münzfunde aus Alexandria Troas, Kaunos, Klaros, dem Smintheion von Chryse (Troas), Xanthos und dem Letoon.

## Veröffentlichungen (Auswahl)
- Le monnayage de Néocésarée et du koinon du Pont (= Glaux. Band 17). Edizioni Ennere, Mailand 2006, ISBN 88-87235-37-6.
- mit Fatich Toumpan: The Aydın Özkan Collection. Greek and Roman Provincial Coins (= Anatolia Supplement Series. Band IV.1). Ankara Üniversitesi, Ankara 2022.